# Dapsa nikolajevi
Dapsa nikolajevi is een keversoort uit de familie zwamkevers (Endomychidae). De wetenschappelijke naam van de soort werd in 2001 gepubliceerd door Nikolay Borisovich Nikitskiy & Semenov.